# Gasztrektómia

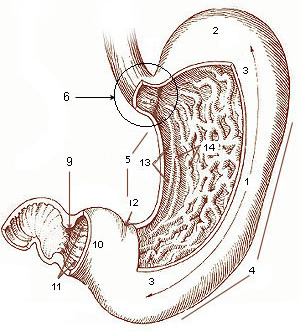
A gyomor részeit ábrázoló rajz

A gasztrektómia (gyomorműtét), a gyomor részleges vagy teljes eltávolítása műtéti úton.  Az első sikeres gasztrektómiát Theodor Billroth hajtotta végre 1881-ben, a gyomor rákos daganata miatt. 
A gyomron műtéti beavatkozásra leggyakrabban fekély vagy daganat eltávolítása miatt kerülhet sor, de szükség lehet rá az újszülöttek világra hozott gyomorkapu-szűkület (sztenózis), vagy idegentestek lenyelése miatt is. A gyomorkapu-szűkület esetén a pilorus-nak nevezett izomgyűrű túltengéséről van szó, melynek műtéti megoldása az izomgyűrű átvágásából áll. 
A lenyelt idegen testek gyermekeknél és elmebetegeknél szoktak előfordulni, de nem ritkák az öngyilkolási szándékból lenyelt hegyes, éles tárgyak sem. Nagy részük néhány napos megfigyelés alatt a gyomorból kiürül, de ha elakad, vagy átfúródással fenyeget, műtéti beavatkozásra van szükség. A műtét a gyomor megnyitásából, az idegentest(ek) eltávolítása után a gyomor összevarrásából áll.
Fekélybetegség esetén a műtét célja, a fekély eltávolításán túl, a gyomorsav termelődés csökkentése. A gyomorrezekciónak nevezett műtét után csak a gyomor felső 2/3-a marad meg.
Műtét válik szükségessé a gyomordaganatos esetekben, ha a daganat a gyomor nagy részét beszőtte, az egész gyomor eltávolítása válik szükségessé.

## Utókezelés
A gyomorműtétek után, a műtét típusától függően, a beteg diétás kezelésre szorul. Gyomorrezekció (csonkolás), de különösen a gyomoreltávolítás után a betegnek gyakran kell étkeznie, és egyszerre csak keveset ehet. Ilyen esetekben átmeneti felszívódási zavarok is előfordulnak, melyek szédüléssel járhatnak. A gyomorműtéten átesett betegek munkaképességüket nagyrészt visszanyerik, de veszélyes munkahelyen (magasban dolgozni, gépjárművet vezetni) két évig nem ajánlott.